# 娄内干
娄内干（?—?），代郡平城（今山西省大同市）人，中国北魏时期的鲜卑贵族。原姓匹娄，北魏孝文帝改革後，改姓娄姓。
父亲匹娄提，雄杰有识，家有僮仆千人，牛马无数。魏太武帝时，以功封真定侯。娄内干，身有武力，但还未出仕为官就去世了。女儿娄昭君看中头站岗的士兵高欢有气度，派婢女通意，娄内干夫妻不得已，只好同意了。高欢后来成为东魏的丞相，赠娄内干为司徒。娄昭君的儿子高洋受禅，建立北齐，追封娄内干为太原王。

## 家庭

### 子女
- 婁信相，長女，嫁东魏镇北将军、仪同三司、山东道大行台、大都督、武威昭景王段荣，北魏追赠太原郡君，北齐追赠武威王妃，谥号昭
- 婁黑女，次女，嫁东魏使持节、侍中、车骑大将军、开府仪同三司、御史中尉、京畿大都督、广阿武贞公窦泰，封顿丘郡君，又封顿丘郡长君
- 娄昭君，三女，北齐武明皇后
- 娄拔，长子，北魏南部尚书
- 娄昭，次子，东魏骠骑大将军、仪同三司、定州刺史、太原武王